# Arracacia compacta
Arracacia compacta är en flockblommig växtart som beskrevs av Joseph Nelson Rose. Arracacia compacta ingår i släktet Arracacia och familjen flockblommiga växter. Inga underarter finns listade i Catalogue of Life.